# Must

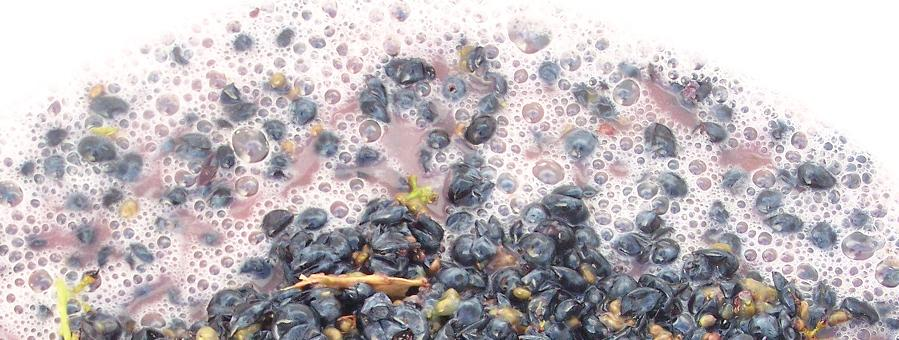
Erjedő szőlőmust

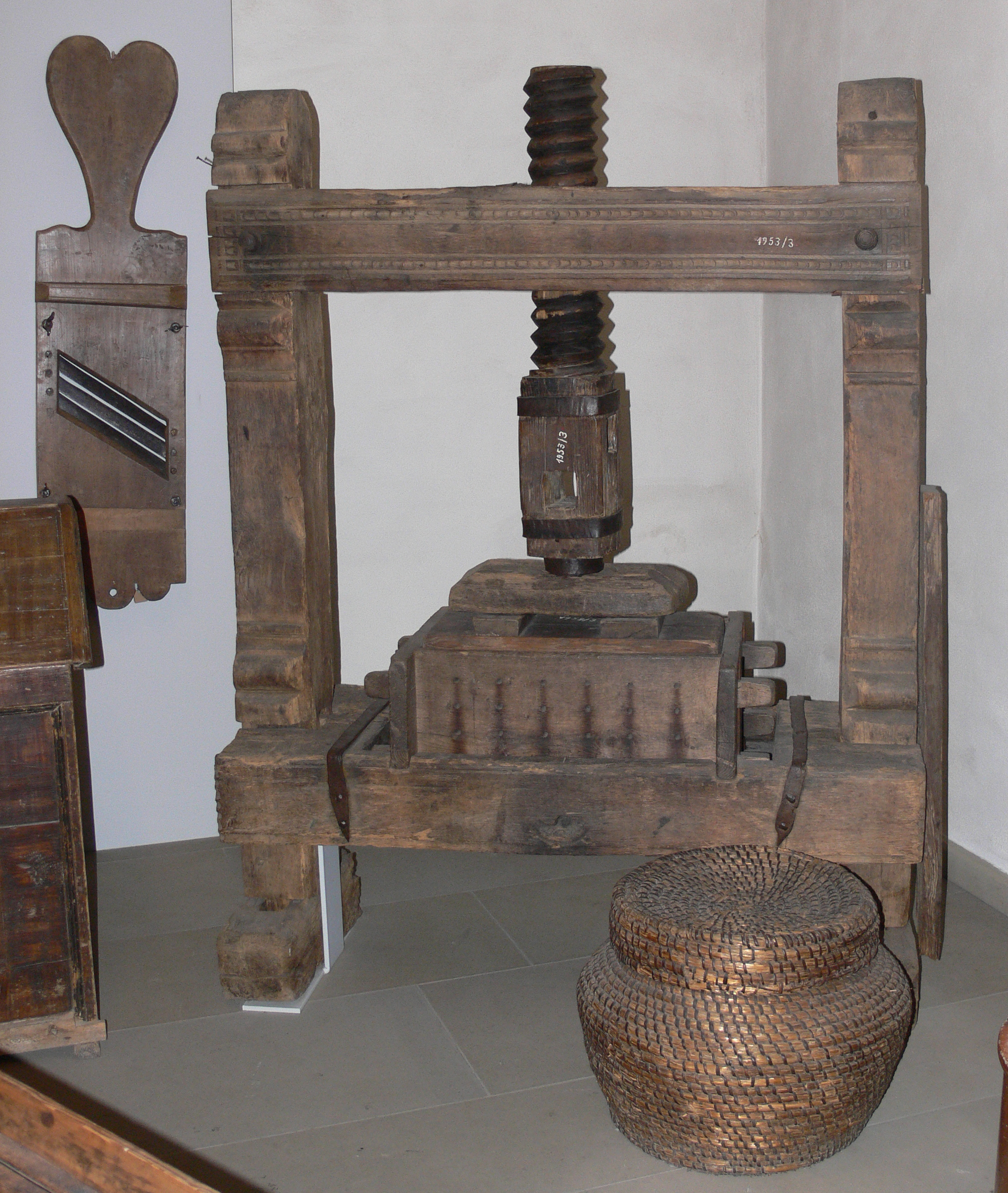
Gyümölcsprés(1822, Baden-Württemberg)

A must (latinul mustum) frissen préselt vagy a sajtolás előtt magától lecsorgó gyümölcslé. Magyarországon és más bortermelő országokban legtöbbször a szőlő leveként (must, szőlőmust) ismert és elsősorban a bor alapanyaga (latinul vinum mustum).

## A mustról általában
Must készülhet többféle gyümölcsből, Magyarországon elsősorban a szőlő-, de az alma- és körtemust is ismert.

### Összetétele

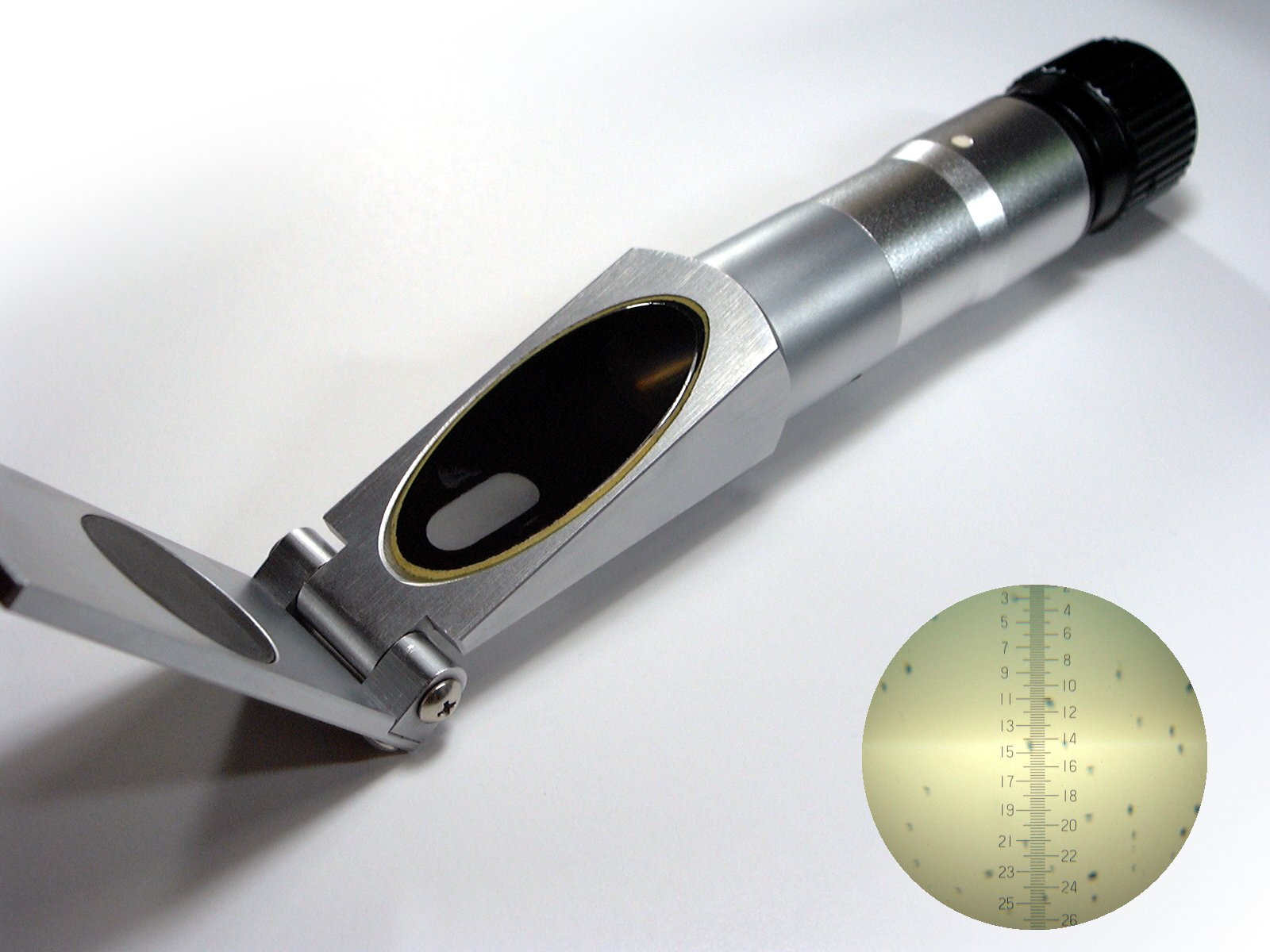
Kézi refraktométer

A gyümölcsök vizet, szénhidrátot (főleg cukrokat), fehérjéket, zsírokat, savakat (mint aszkorbin-, malon-, bor-, alma- és citromsav) és vízben oldódó egyéb anyagokat, ásványi sókat, enzimeket, vitaminokat, színanyagokat tartalmaznak.
A must legfontosabb alkotóeleme a cukor. Értéke (minősége) főleg ennek természetes tartalmától függ. Meghatározása mustmérővel (közelítőleges tényleges cukortartalom), vagy kémiai analízissel történik. Az édességért felelős monoszacharidok összetétele, aránya jellemzi a must zamatát.
A levegőből és a növényről a lébe kerülő vad élesztő, vagy a hozzáadott fajélesztő hatására indul be az erjedés. E közben a cukortartalom nagy része alkohollá és szén-dioxiddá alakul. A még nem teljesen kierjedt mustot murcinak nevezzük.
A gyümölcsök héjában és húsában megtalálható „élelmi rostok” – a növényi sejtfal építőanyagai – nagy molekulájú szénhidrátok. Ilyen például a teljesen oldhatatlan hemicellulóz, vagy pedig a vízben jól oldódó, viszkózus oldatot adó növényi nyák, a pektin is. Ez utóbbi „vízvisszatartó” hatása miatt jelentősen megnehezíti a lékinyerést (ez a tulajdonsága azonban az 1930-ban felfedezett pektinbontó enzimek segítségével megszüntethető), mennyisége azonban gyümölcsnemenként és azok érettségi foka szerint (minél érettebb, annál kevesebb) is változik.
A gyümölcsök alma-, citrom- és borkősavat tartalmaznak legnagyobb mennyiségben, a legfontosabb ásványi anyagok a foszfor, a kálium, a magnézium és a nitrogén.

### Mustkezelés

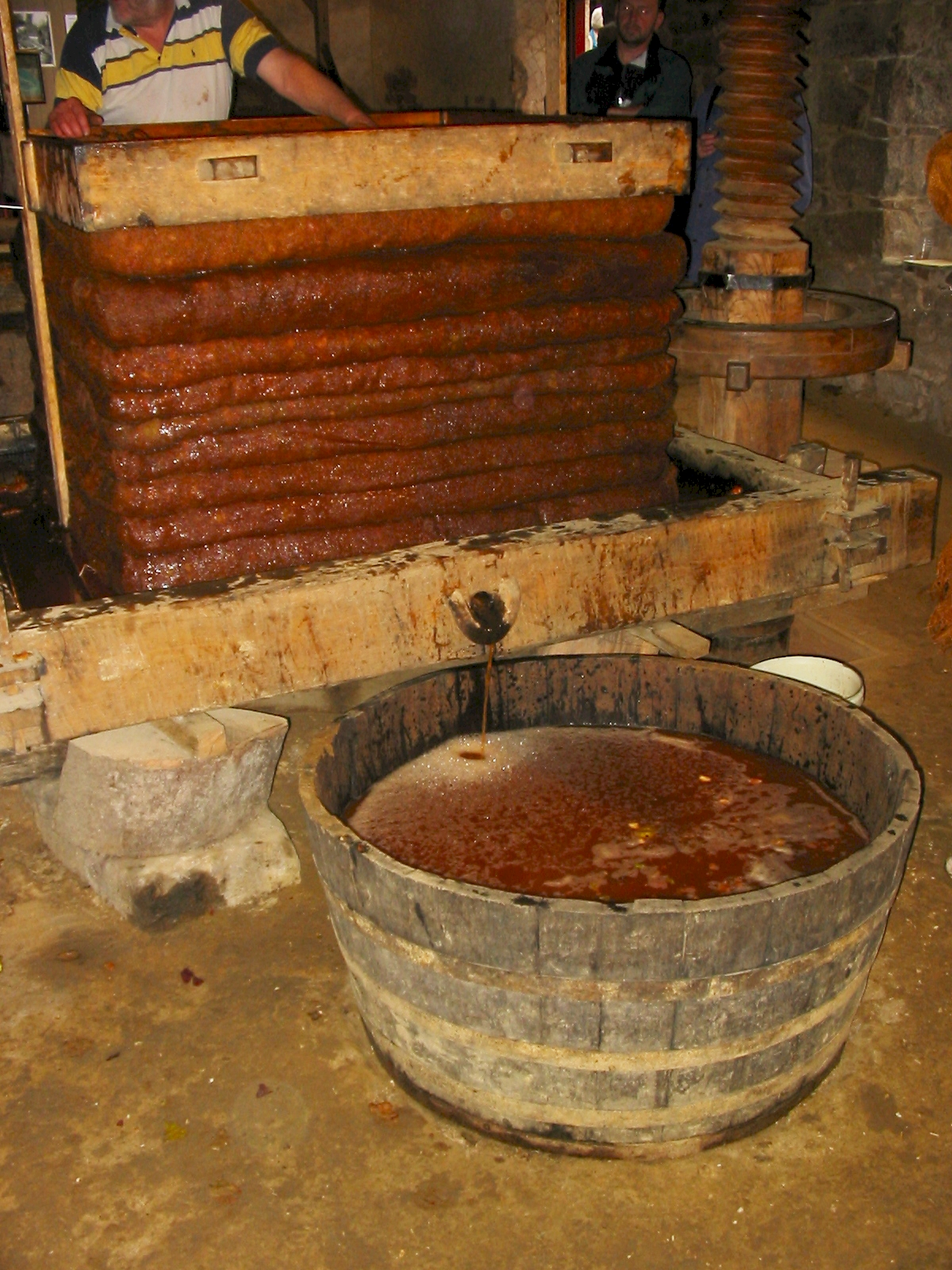
Tradicionális almaprésJersey

A kipréselt mustot az erjedés megakadályozása érdekében, a cefréhez hasonlóan hűtik. A hűtést követően tisztítják. Ennek leggyakoribb módja az ülepítés, mely során a mustban lévő szilárd, idegen anyagok a gravitáció segítségével az ülepítő tartály fenekére süllyednek. Ez a folyamat meggyorsítható pektinbontó enzimek segítségével és/vagy bentonitos derítéssel, mely a kolloid állapotú illetve a potenciális zavarosító anyagokat is eltávolítja (stabilizálás). A must kénezése csak penészes (rothadásnak vagy nemesrothadásnak indult) szőlő feldolgozásakor szükséges. A mustok tisztítása történhet még szűréssel, szeparálással vagy flotálással.
Cefrekezelésről akkor beszélünk, amikor áztatás során a must az érett gyümölcsök héjából és rostjából több festő- és zamatanyagot, csersavat oldhat ki, ám a magból és kocsányból kellemetlen ízek kerülhetnek bele.

### Mustjavítás
Mustjavítás során az összetételi hiányok megszüntetése a cél. Ilyen a:
Cukortartalom növelés,
Savtartalom csökkentés vagy növelés,
Szín- és ízhibák javítása (például aktív szénnel).

### Tartósítása
A musttartósítás az erjedésmentesség megteremtése és megtartása.
Mustot kénezéssel és pasztőrözéssel szokás konzerválni. Tartósításánál friss fogyasztásra a Magyar Élelmiszerkönyv és az Európai Unió előírása alapján szalicil nem használható, de más, házilag is ismert tartósítószer alkalmazható. Besűrítésnél azonban arra mindenképpen figyelni kell, hogy az elnémításhoz elegendő és az egészségre még ártalmatlan mennyiségű konzerváló szer is annyira besűrűsödik, hogy a késztermékben már az egészségre ártalmas arány szerint lehet jelen.

## Mustból készülő termékek

### Erjesztés nélkül
- Tartósított must (édesítőanyag)
  - Fojtott must
    - kénnel
    - avinálással

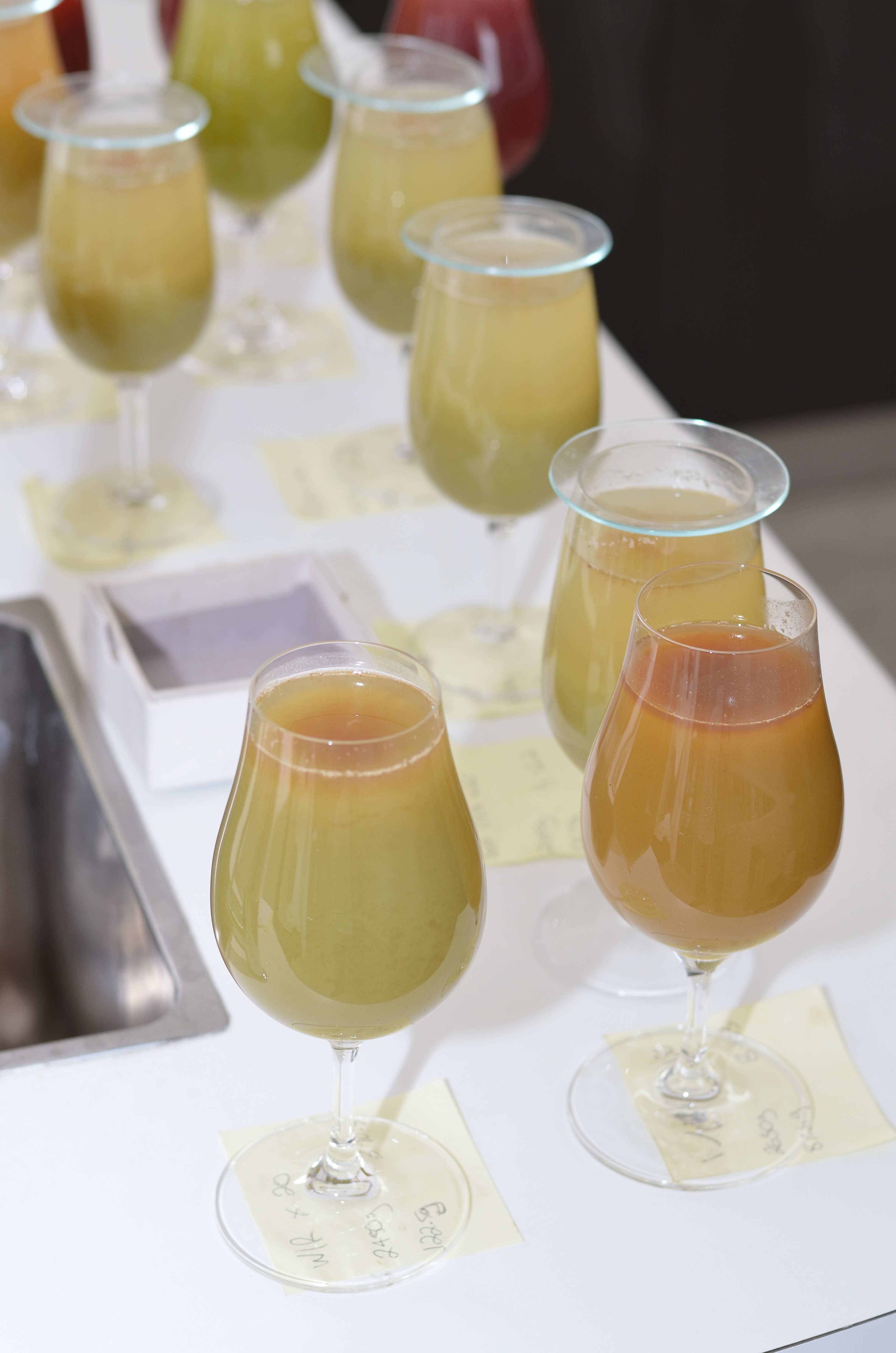
Szőlőmust-minták borászati labor-vizsgálaton(Tasmania, 2012. március)

  - Misztella – szeszezett must: magas fokú párlat hozzáadásával; likőrboroknál használatos
  - sűrített must – hőkezeléssel:
    - bepárlásos must – melegítéssel: csak alacsony hőmérsékleten, vákuumban lesz karamell és oximetil-furfolát mentes
    - kriokoncentrátum – fagyasztással
- Folyékony gyümölcs (szűrt vagy derített és csírátlanított gyümölcsmust[17][18])
- „Szőlőlé”: olyan nem erjesztett, de erjeszthető folyékony termék, amelynél az 1 térfogatszázaléknál nem nagyobb tényleges alkoholtartalom megengedett.[19]

Továbbá
- Traubisoda
- Mustméz, főtt must vagy pekmez(wd)[20]
- Arbolad (körtemusttorta)[21]

### Erjesztett
- Bor
  - aszúbor
  - almabor (Sidra de Asturias vagy d’Asturies – spanyol OEM termék[22][23])
  - Retsina (olyan bor, amelyet kizárólag Görögország földrajzi területén állítanak elő az Aleppo fenyőfa gyantájával kezelt szőlőmust felhasználásával a vonatkozó görög rendelkezésekben megállapított feltételek szerint)
  - Likőrbor
- borecet/almaecet
- Pálinka
- Sűrítmény

## Szőlőmust

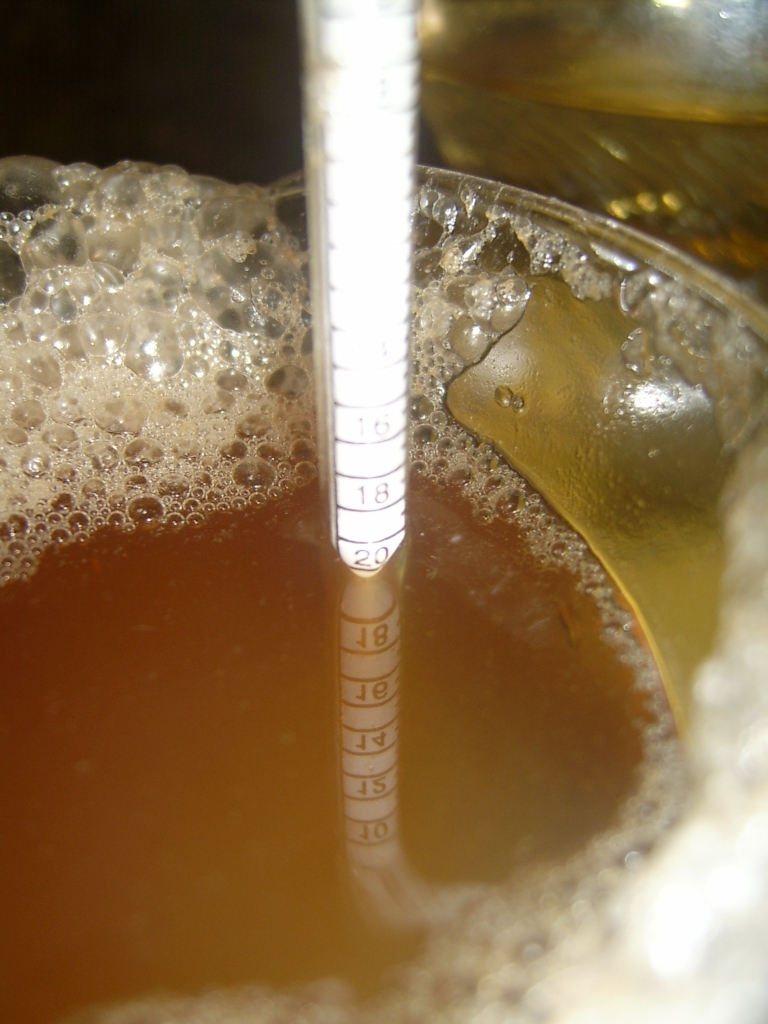
Szőlőmust fokolása20 (MM) magyar mustfok

A szőlőmust átlag 10-24% cukrot, 0,4-1,2% savat tartalmaz. A szőlőnek a fürt többi részétől elválasztott, ki nem erjedt leve. Tényleges alkoholtartalma legfeljebb egy térfogatszázalék. Kénezés és pasztőrözés által tartósítják. A szőlőmust, ha nem gátolják, magától kierjed, melynek a végterméke a bor.
A törkölyös must, vagy szőlőcefre a préselt szőlőfürt szilárd (héj, mag, esetleg kocsány és más) részeit tartalmazó, még nem teljesen kierjedt, vagy be sem indult leve. A bogyóhús csaknem teljesen tartalmazza a must alkotórészeit, ezenkívül csak a héjakból, a magokból és a kocsányokból kioldott anyagok kerülnek – arányaiban kis mennyiségben – bele. „A kipréselt mustot a nyomásértékek szerint frakciókra osztják: 0,2 bar-ig színmust, 0,2 és 1,8 bar között présmust, illetve 1,8 bar felett utóprésmust a neve.
A szőlőmustot országos törvényben először az „1893. évi XXIII. törvénycikk a mesterséges borok készitésének és azok forgalomba hozatalának tilalmazásáról” említették, melyben még csupán a hamisított bor (amikor nem kizárólag szőlőből, szőlőmustból készült, illetve ha tisztított szeszen, vagy borpárlaton kívül víz, vagy bármely más anyagot kevertek bele) ellen léptek föl, azonban az 1908-ban úgynevezett második bortörvény már szigorúan szabályozta és elválasztotta a gyümölcsmustoktól és az azokból készült termékektől. Az 1936-os, immáron (az 1924-es után) negyedik bortörvény pedig már arról rendelkezett, hogy must kizárólag a szőlő levéből származó termék lehet, a más gyümölcsökből származó must megnevezése gyümölcslé (még egy 1916-os rendelet szerint), az azokból szeszes erjesztés útján származó italt bor, vagy az ezt a szót tartalmazó megjelöléssel forgalomba hozni pedig tilos. Ezt követően 1959-ben hoztak új bortörvényt, mely azonban ezt az elkülönítést teljesen eltörölte, mely után az 1970-ben készült újabb törvény tesz újabb lépést a borászati és gyümölcstermesztési termékek elkülönítéséért.
1977-ben egy MÉM (mezőgazdasági és élelmezésügyi miniszteri) rendelet előírásában meghatározta, hogy a különböző cukortartalmú mustokból milyen kategóriába (asztali, pecsenye, minőségi, különleges) sorolható természetes bor készíthető. A 20. században több olyan kutatás is folyt az önológiával foglalkozó szakemberek körében, hogy minél pontosabban meghatározzák a bor, ekképpen a must minőségmérőit. A must cukortartalmán túl a termőterület és az évjárati hatások (ökológiai hatások), a szőlőfaja, a tőkekondíció és a fajlagos terméshozam (szőlőművelés-módok) kölcsönhatásai befolyásolják értékét. Ez az elv érvényesült későbbi szabályozásokban (OEM és OFJ borok), az európai borjogrendhez is illeszkedve.
A pénzügyminisztérium hatáskörébe tartozó 2004-es vámtarifaszámok alkalmazásáról rendelet az „Italok, szesz és ecet” árucsoport 2204 vámtarifaszámához és a „Zöldségfélékből, gyümölcsből, dióból és más növényrészekből előállított készítmények” 2009 vámtarifaszámához tartozóan írja le. Az utóbbi alá (2009 vtsz.) a szőlőlé és szőlőmust sűrítéstől függetlenül, de nem erjesztve vagy 0,5 térfogatszázalék alkoholtartalomig sorolják. A 2204 vtsz. leírása alapján „a szőlőmustot friss szőlő sajtolásával nyerik, édes ízű, zöldessárga színű, zavaros folyadék. Cukorból (szőlőcukor és gyümölcscukor), sav (borkő-, almasav stb.), fehérje, ásványi és nyálkás anyagok és a bor jellegzetes aromáját és ízét adó aromás alkotórészek oldat formájú keverékéből áll.” Továbbá „idetartozik a részben erjedt szőlőmust, akár erjedésében gátolva vagy sem, valamint a nem erjedt szőlőmust is, amelyhez alkoholt adtak, ha az említett termékek alkoholtartalma meghaladja a 0,5 térfogatszázalékot.”
A többször módosított 607/2009/EK európai bizottsági rendelet alapján bizonyos hagyományos kifejezéseket viselő borok (Magyarországon pl. „szamorodni”, „késői szüretelésű bor”, „válogatott szüretelésű bor”) esetében a mustra különféle előírások érvényesek. Ezeket a rendelet alapján az Európai Bizottság által működtetett e-Bacchus adatbázis tartalmazza.

### Szőlőmust tartósítása
A must természetes erjedési hajlama megakadályozható úgynevezett erjedést lassító eljárással, amely vagy késlelteti vagy teljesen megállítja az erjedést, mely különböző módokon érhető el:
1. Csírátlanítószerrel
2. Kén-dioxiddal való telítés
3. Alkohol hozzáadása (avinálás). Ezt a fajta terméket gyakran további feldolgozás nélkül mint bort használják fel, másokat, amelyek misztella néven ismertek, étvágygerjesztő (aperitif) italok gyártásához használják.[m 4]
4. Hűtéssel.